# 類人腦
類人腦 (亦稱類大腦) 是一種新興的科學研究技術，利用人類的幹細胞，培育出一個接近人腦的組織，令科學家更完面地研究大腦 。例如觀察類人腦在接觸到寨卡病毒的反應、研究思覺失調症及自閉症等難以在動物模型中進行的研究。

## 歷史
2013 年，有科學家通過加入不同生長因子的方法，將人類胚胎幹細胞 (ESC) 和誘導性多能幹細胞 (iPSC) 在神經培養基三維培養出類大腦，不僅與9至10周胚胎大腦類似，並且具備人類大腦發育初期的部分主要區域，例如出現背側皮質腹側前腦等可被辨認的特徵。2015年，有科學家在體外應用人類iPSC，構建人類大腦皮質神經網絡，以模擬人體內皮質網絡的發育和功能。這表明可以通過在體外構建大腦類器官，進行人類前腦神經網絡生理學機制的研究。 